# 1749 en France
Chronologie de la France
- 1745
- 1746
- 1747
- 1748
- 1749
- 1750
- 1751
- 1752
- 1753

Cette page concerne l’année 1749 du calendrier grégorien.

## Événements
- 23 mars : une lettre de cachet envoie le Sieur de Paleville au fort de Brescou et sa femme dans un couvent de Montpellier pour s’être mariés au désert[1].
- Mars : rapprochement diplomatique entre l’Autriche et la France lors d’une « conférence secrète » avec Königsegg, grand maître de la cour, Khevenhüller (de), grand chambellan, Bartenstein (de) et Kaunitz[2].
- 24 avril : disgrâce du ministre de la Marine Maurepas, soupçonné de « poissonnade » contre Madame de Pompadour[3].
- 30 avril : Rouillé succède à Maurepas comme secrétaire d’État de la Marine[3].

- 19 mai : le Parlement de Paris enregistre l’édit de création de l’impôt du vingtième par lit de justice. Deux édits rendus à Marly en mai suppriment le dixième à partir du 1er janvier 1750 (sauf les 2 sols pour livre du dixième de retenue sur les pensions) et établit un nouvel impôt, le vingtième[4]. Pour rétablir l’équilibre du budget, soutenu par Louis XV malgré les protestations des privilégiés, le contrôleur général Machault d’Arnouville crée un prélèvement de 5 % sur tous les revenus de tous les biens, sans limitation de durée, pour mettre en place une plus grande égalité devant l’impôt. Le produit du vingtième est affecté à une caisse d’amortissement destinée à rembourser le capital de la dette publique, mais dès le mois de mai Machault emprunte 36 millions de livres en rentes perpétuelles à 5%[5] dont l’intérêt est prélevé sur les revenus de la nouvelle caisse[6].
- 25 mai : arrivée des premiers forçats, venus de Marseille, au bagne de Brest[7].

- 19 juin : Machault invite un certain nombre d’évêques à faire parvenir aux autorités une déclaration des biens, revenus et propriétés du clergé. La résistance vient du « clergé réputé étranger » (évêchés réunis au royaume après la fin du XVIe siècle). Ce clergé n’étant pas représenté dans les assemblées du clergé, Machault pense en venir à bout facilement[8]. L’évêque de Verdun refuse par mandement l’application de l’édit. Machault réplique par l’Édit de mainmorte (août), qui empêche l’extension de la propriété ecclésiastique[9].

- 14 juillet : émotion populaire à Lavaur à l’occasion des funérailles du négociant protestant d’Alès Claude Cabanis[1].

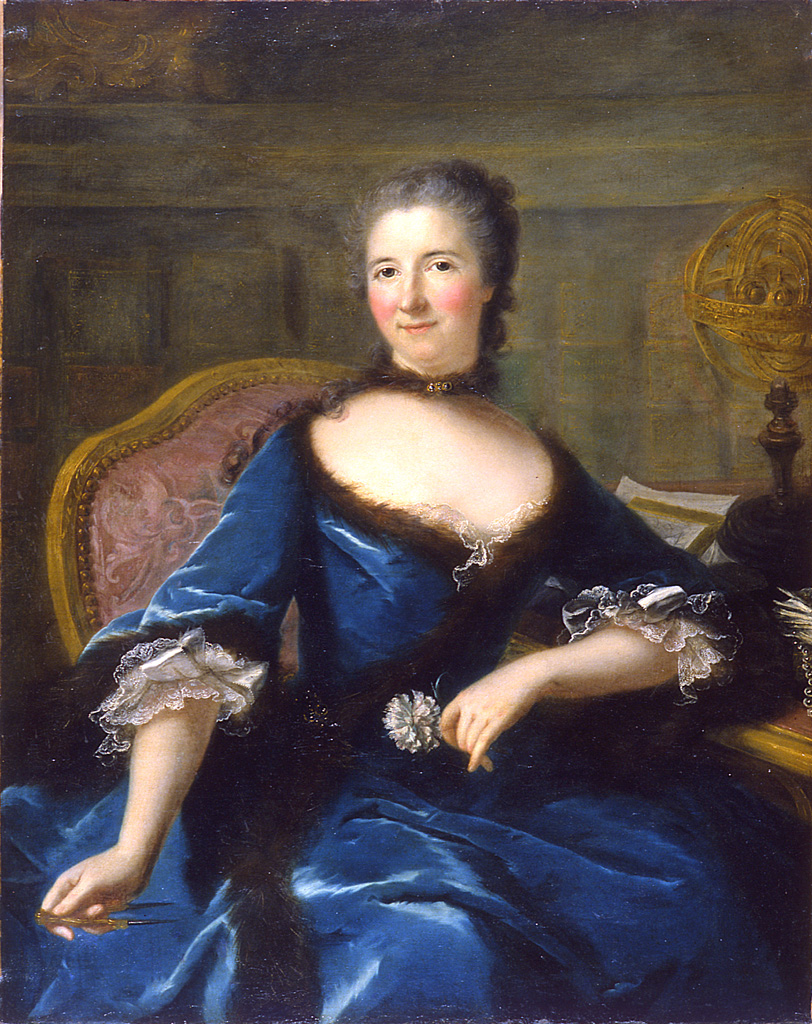
Marianne Loir, Portrait d’Émilie du Châtelet, 1748.

- 20 juillet : Voltaire et Émilie du Châtelet arrivent à Lunéville où ils vont séjourner quelque temps à la cour du roi Stanislas Leczinski[10].
- 24 juillet : Diderot est emprisonné quelques semaines à Vincennes pour ses Pensées philosophiques et sa Lettre sur les aveugles. Au bout d’un mois, il réside au château et est autorisé à recevoir des visites, notamment celle de Rousseau (25 août) (fin le 3 novembre)[11].

- 15 août : accord frontalier avec le canton de Genève[12].

- 1er septembre : les Français évacuent Madras et remettent la ville aux troupes britanniques de l’amiral Boscawen[13].
- 19-21 septembre : visite de Louis XV au Havre[14].

- 6 octobre : ouverture à Rennes d’une assemblée extraordinaire des États de Bretagne au sujet du premier vingtième. Elle se situe au point de départ d’antagonismes provinciaux vis-à-vis de la nouvelle taxe du vingtième, parallèles à la contestation commerçante, issue des milieux parlementaires et cléricaux. Les députés doivent se soumettre aux commissaires du roi le 13 octobre[15], et obtiennent un abonnement, c’est-à-dire le versement d’une somme fixe de 900 000 livres[16].
- 21 octobre : le bail des fermes générales est renouvelé au profit de Jean Girardin, pour six ans, à partir du 1er octobre 1750 pour 101 millions de livres. Jean-Baptiste Bocquillon est substitué le 6 mars 1751 à Girardin malade[17].

- 12 novembre : un arrêt du Conseil autorise Berryer, lieutenant général de police, à procéder à des arrestations de jeunes vagabonds dans la capitale[18].
- 5 décembre : création de Zoroastre, tragédie lyrique de Jean-Philippe Rameau[19].

- Suppression des droits d'’entrée sur les matières textiles et les engrais[5].

## Naissances en 1749
- 2 février : Alexandre Camille Taponnier, général français.
- 8 mars : Gilbert de Riberolles, homme politique français, député du tiers état de la sénéchaussée de Riom aux États généraux. († 26 novembre 1828).
- 23 mars : Pierre-Simon de Laplace, mathématicien, astronome, et physicien français
- 21 mai : Jean-Charles Musquinet de Beaupré, général d’Empire († 26 février 1813).
- 4 septembre : Stanislas Adélaïde, fille de Mme du Châtelet, à Lunéville.
- 30 octobre: Guillaume Wittouck, jurisconsulte et haut magistrat.
- 17 novembre : Nicolas Appert, inventeur français († 1er juin 1841)

## Décès en 1749
- 7 février : André Cardinal Destouches, musicien français (° 1672).
- 28 mai : Pierre Subleyras, peintre toulousain (° 1699).
- 19 juillet : Armand Gaston Maximilien de Rohan, cardinal français, évêque de Strasbourg (° 26 juin 1674).
- 10 septembre : Émilie du Châtelet, femme de lettres et scientifique.
- 26 octobre : Louis-Nicolas Clérambault, musicien français.
- 4 décembre : Mme de Tencin, baronne de Saint-Martin de l’isle de Ré, écrivain et célèbre salonnière.